# Нова демократична партія Саскачевану
Нова Демократична Партія Саскачевану (NDP) — соціал-демократична політична партія в канадській провінції Саскачеван. Нині вона є офіційною опозицією, але з 1940-х років вона є переважною силою в політиці Саскачевану. Партія є нащадком Саскачеванського відділу Федерації Кооперативного Соціалізму (CCF) і має зв'язки з федеральною Новою Демократичною Партією.

## Історія

### Попередники

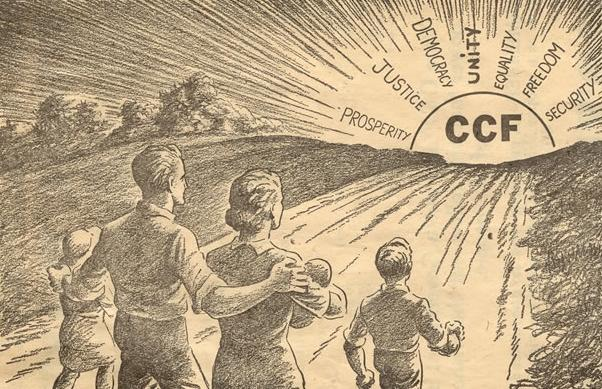
"До світанку!" - 1930-і роки промо-зображення Саскачеванської Кооперативної Комуністичної Федерації

Початки партії сягають ще 1902 року, коли група фермерів заснувала Територіальне Об'єднання Зернових Вирощувачів. Метою цієї групи було лобіювання прав фермерів у відносинах з зерновою торгівлею та залізницями. Після отримання Саскачевану статусу провінції у 1905 році назву змінили на Саскачеванське Об'єднання Зернових Вирощувачів (СОЗВ).
У 1921 році з СОЗВ відокремилася ліва фракція, що створила Фермерський Союз. Однак, у 1926 році обидві групи помирилися й об'єдналися знову, створивши Об'єднані Фермери Канади (Саскачеванська Секція) (ОФК). Першим лідером ОФК був Джордж Вільямс.
Прогресивна Партія Саскачевану, рух фермерів, отримала шість місць у ВРС у 1921 році та на 1925 році та п'ять у 1929 році, але ніколи не змогла висунути кандидатів у більш ніж декількох округах з 63 провінційних округів. Після отримання Ліберального уряду меншості на 1929 році, прогресиви об'єдналися з консерваторами, щоб перемогти лібералів та створити коаліційний уряд, що підпорядковувався консерваторам. Прогресиви зникли протягом наступних чотирьох років та переважно поглинулися консерваторами.
Напрямок праворуч прогресивів спонукав ОФК-СС вирішити у 1930 році висувати своїх кандидатів на наступних виборах. У 1931 році ОФК взяла участь у Марші на Реджайну для протесту проти безглуздої політики уряду щодо фермерського горя під час депресії. Під час цього події ОФК зустрілася з Незалежною Трудовою Партією, на чолі з М.Дж. Колдвеллом, щоб обговорити свої варіанти. Після зустрічі вони домовилися про створення Фермерсько-Трудової Групи (ФТГ) з Колдвеллом на чолі. Нова партія отримала свого першого члена у законодавчій асамблеї Саскачевану, коли Якоб Бенсон, обраний прогресивним у 1929 році, приєднався до неї як депутат-фермер.[джерело?]
ФТГ взяла участь у 1934 річних провінційних виборах і отримала п'ять місць, ставши офіційною опозицією лібералам. Колдвелл не зміг виграти місце, але залишився лідером.

### Заснування ККФ
Після виборів Група фермерів-трударів офіційно стала саскачеванською секцією Кооперативного Комонвелту Федерації (ККФ), хоча вона неофіційно вже відома як саскачеванське відділення ККФ.
У 1935 році Колдвелл балотувався на федеральній посаді на 1935 річних федеральних виборах та був обраний. Вільямс став новим лідером партії. Радикалізм Вільямса зумів розвіяти помірковані члени партії, які вважали, що з ним на чолі ККФ не зможе сформувати уряд, тоді як його незаперечна підтримка війни відштовхувала пацифістів. Один з них, професор Карлайл Кінг, невдало викликав Вільямса на пост президента партії (але не на пост лідера) у 1940 році, отримавши третину голосів. Томмі Дуглас, харизматичний федеральний депутат ККФ, був переконаний висунути проти Вільямса на пост лідера і зміг перемогти його у виборах на пост президента партії в 1941 році та на пост лідера партії в 1942 році.

### ККФ у провінційному уряді
На 1944 річних провінційних виборах ККФ Саскачевану, під керівництвом Томмі Дугласа, здобула перемогу. Вони здобули 47 з 52 місць, створивши перший соціалістичний уряд у Канаді та Сполучених Штатах. У процесі вони завдали Лібералам другого найгіршого поразки серед сидячих урядів в історії Саскачевану. Після цих виборів ККФ/НДП здобули перемогу на 12 з 19 виборів і протрималися при владі протягом 47 з 73 років (на 2017 рік).
Можна стверджувати, що найбільшим досягненням партії було введення першої всеосяжної системи державного медичного страхування або Медикер у Північній Америці. Боротьба за впровадження Медикера у провінції була напруженою через опозицію лікарів провінції, які мали підтримку Американської медичної асоціації. АМА боялася, що громадська медична допомога пошириться на інші частини континенту, якщо її впровадять в одній провінції. У липні 1962 року лікарі організували 23-денний страйк лікарів Саскачевану. Проте, попри спроби перемогти спірним Законом про медичне страхування, страйк врешті-решт зірвався, і Коледж лікарів і хірургів Саскачевану погодився з внесеними змінами та умовами "Саскатунської угоди". Програма була введена і стала настільки популярною, що швидко була прийнята в усій Канаді.
Після того, як Дуглас виконав багато попередньої роботи з Медикером, він відступив від посади лідера партії та прем'єра Саскачевану в 1961 році, щоб стати засновником Нової демократичної партії (НДП). НДП було створено коаліцією ККФ та Канадського конгресу праці. В тому ж році партія прийняла незручну назву Кооперативного Комонвелту Федерації, Саскачеванська секція Нової демократичної партії, або НДП-ККФ в скороченому вигляді. На конвенції в листопаді 1967 року була прийнята поточна назва партії після декількох бурхливих дискусій.
Проте, турбулентність боротьби за Медикер призвела до поразки уряду НДП-ККФ під керівництвом спадкоємця Дугласа, Вудроу Ллойда, на виборах 1964 року проти Росса Тетчера з Саскачеванської ліберальної партії.

### Партія нових демократів Саскачевану

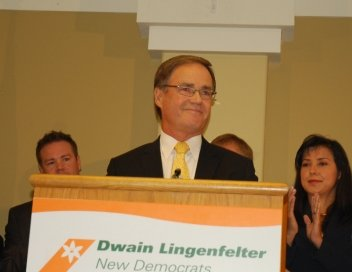
Двейн Лінгенфелтер, оголошуючи свою кандидатуру на посаду лідера НДП

НДП відродилася і пройшла болючий конфронтаційний період між лівим рухом, який отримав прізвисько "The Waffle" (назва, можливо, походить від вислову лівого економіста Торонто Джеймс Лаксер, що якщо його сприймають як "невизначеного" у політичному питанні, то він "краще буде коливатися у ліву сторону, ніж коливатися у праву") та більш орієнтованої на центральну політику партійної еліти. Партія повернулася до влади після 1971 року, під керівництвом Аллан Блейкні, розпочавши програму націоналізації природних ресурсів провінції. Це призвело до створення парастатальних або коронних корпорацій, які бурили нафту (Саскачеванська нафтова і газова корпорація або СаскОйл), видобували калій (Корпорація калію Саскачевану) та видобували рудні мінерали (Саскачеванська корпорація з розвитку рудних матеріалів). Уряд Блейкні був сильно переможений у 1982 році на загальних виборах партією Партія прогресивних консерваторів Саскачевану, яку очолював Грант Девайн. НДП зменшилась до дев'яти місць, найгірша поразка для сидячого уряду ККФ/НДП в Саскачевані.
Попри розмір поразки, Блейкні продовжував очолювати НДП в опозиції. На 1986 рік, НДП не лише повернула більшість з того, що втратила чотири роки раніше, але й фактично перемогла у популярному голосуванні. Однак багато голосів НДП було безплідними через величезну підтримку у Регіні та Саскатуні; хоча партія виграла по вісім місць у кожному з двох найбільших міст провінції, вона виграла лише дев'ять місць у решті провінції. Це залишило НДП на вісім місць коротше для повернення Блейкні на посаду прем'єр-міністра. Це можна вважати переломним моментом для партії, яка почала як голос сільського незадоволення.
Блейкні пішов у відставку в початку 1987 року і його наступником став Рой Романов, який привів партію до влади в 1991 році. Уряд Романова був більш фіскально консервативним у порівнянні з попередніми урядами ККФ/НДП і запровадив програму закриття лікарень, скорочення програм та приватизація для усунення бюджетного дефіциту та зменшення боргу, успадкованого від попередніх урядів. Романов пізніше зазначив, що він був прихильником концепції "Третього шляху" Тоні Блера навіть до того, як вона існувала, і багато хто сумнівався в подальшому зобов'язанні партії перед соціальною демократією. "Третій шлях" НДП відчужував деяких лівих членів партії, які покинули її й об'єдналися з прихильниками Зеленої партії для створення Нового зеленого союзу.

### Останні події
На 1999 рік НДП Романова отримала трохи менше підтримки серед виборців, ніж Саскачеванська партія опозиції під керівництвом Ельвін Германсон, колишнього депутата Партії реформи Канади. Романов і його уряд утворили коаліційний уряд з трьома обраними ліберальними депутатами; один з них, Джек Гіллсон, надалі покинув кабінет і став незалежним лібералом в опозиції. Джим Меленчук і Рон Осіка залишилися в коаліції й були кандидатами від НДП на виборах у 2003 році, де обидва зазнали поразки.
Романов пішов у відставку у 2001 році, а його наступником став Лорн Калверт, який очолив партію на 2003 рік в загальних виборах. В несподіваному оберненні ситуації НДП не лише зберегла владу, але й змогла самостійно утворити уряд з більшістю у Законодавчій асамблеї Саскачевану у два місця (30-28). Однак, це виявилося передвісником майбутніх подій: всі федеральні депутати НДП з Саскачевану втратили свої місця на 2004 рік у федеральних виборах. З 1993 року вони постійно втрачали підтримку на федеральному рівні, коли значна частина їхньої сільської підтримки перейшла до Партії реформи Канади. Федеральна НДП не вигравала жодного місця в провінції до 2015 року, коли редистрибуція виборчих округів у 2012 році дозволила їм отримати три місця.
Період у владі партії завершився після 2007 року, коли партія Саскачеванської партії під керівництвом Бред Волл перемогла вибори, здобувши 38 з 58 місць. Зменшена до ролі лідера офіційної опозиції, Калверт заявив, що він не має негайних планів піти з посади лідера НДП, але ймовірно не очолить партію на наступних виборах.
У 2008 році Калверт оголосив свій намір покинути посаду лідера НДП Саскачевану, і почалася внутрішньопартійна боротьба, у якій взяли участь такі кандидати, як Деб Хіггінс, депутат від Мус-Джоу, колишній заступник прем'єр-міністра і фермер Двейн Лінгенфелтер, лікар і громадський активіст Раян Мейлі й колишній президент партії й адвокат з Регіни Єнс Педерсен. Лінгенфелтер був обраний лідером партії 6 червня 2009 року.
2011 рік став важким ударом для партії. Саскачеванська партія закріпила своє гріпкою на владі, здобувши третю за розміром більшість у провінційній історії. Лінгенфелтер втратив своє місце і став першим лідером ККФ/НДП, який протягом 60 років не обіймав посаду прем'єр-міністра. НДП зменшилася до дев'яти місць, найгірший результат за останні 30 років. Заступник лідера Хіггінс також втратила своє місце, і ймовірною перехідною лідеркою стала Джон Нілсон. Нового лідера було обрано 9 березня 2013 року, після відмови Нілсона взяти участь у виборах; друготермінний депутат Кам Бротен був обраний новим лідером партії.
Після 2016 року НДП Саскачевану здобула лише одне додаткове місце по відношенню до попередніх виборів, що дало їм десять місць, порівняно з дев'ятьма, які партія здобула в 2011 році. Результати виборів були розчаровуючими, а також поразка Кама Бротена у Саскатун Мівасін призвела до його відставки з посади лідера 11 квітня 2016 року. 15 квітня 2016 року Трент Везерспун був обраний фракцією НДП лідером Офіційної опозиції 28-ї Законодавчої асамблеї Саскачевану, а пізніше, 23 квітня 2016 року, був обраний тимчасовим лідером партії. 20 червня 2017 року Везерспун відстав з посади тимчасового лідера для участі в 2018 році у виборах лідера НДП Саскачевану, а його наступником стала Ніколь Сарауер, яка виконувала обидві посади (лідерка опозиції та тимчасова лідерка партії) до 3 березня 2018 року, коли Раян Мейлі, депутат від Саскатун Мівасін і другий учасник виборів на лідерські посади НДП Саскачевану у 2009 і 2013 році, був обраний лідером з результатом 55% голосів. Мейлі, сімейний лікар із Саскатуну, став депутатом за рік і один день до свого обрання лідером.
На 2020 рік Саскачеванська партія була повторно обрана на четверту поспіль більшість у провінційному уряді. НДП здобула три додаткових місця в Саскатуні та Регіні і знову стала Офіційною опозицією. Раян Мейлі був повторно обраний у своєму окрузі Саскатун Мівасін, ставши першим лідером партії, який зберіг своє місце з часів колишнього прем'єр-міністра Лорн Калверт у 2007 році.
У лютому 2022 року Раян Мейлі заявив про свою відставку з посади лідера партії. Вибори лідера НДП Саскачевану відбулися 26 червня в Регіні, де зіштовхнулися Карла Бек та Кейтлін Харві. Бек була обрана першою жінкою-лідером партії на цьому конвенті. Партія, як вважають, стикається з викликами перед загальними виборами, оскільки кількість членів партії помітно зменшилась після попередньої конвенції. Вибори лідера НДП Саскачевану 2018 року показали, що в партії було 13 414 членів, з яких 10 837 проголосували. Найбільш свіжа конвенція показала, що в партії є 7 294 члени, з яких проголосувало 4 741 член. Кількість членів партії зменшилась на понад 6000, а загальна кількість голосів, поданих у 2022 році, менша, ніж у 2018 році для кандидата, який посів друге місце.